# Carbonato di cobalto(II)
Il carbonato di cobalto(II) è il composto inorganico di formula CoCO3. In condizioni normali è una polvere rosa inodore. Industrialmente si ottiene come intermedio nella purificazione idrometallurgica di minerali contenenti cobalto. In natura il CoCO3 è presente nel minerale raro sferocobaltite. In commercio è disponibile nella forma idrata, CoCO3⋅nH2O, o come carbonato basico, CoCO3⋅xCo(OH)2⋅yH2O (CAS 12069-68-0).

## Sintesi
Il carbonato basico si ottiene facendo reagire a caldo un sale di cobalto con carbonato di sodio o bicarbonato di sodio.

## Uso
È usato come pigmento inorganico per ottenere il colore blu nelle ceramiche, come precursore per la sintesi di altri composti di cobalto, e come integratore alimentare.

## Reattività
CoCO3 è praticamente insolubile in acqua, ma si scioglie in presenza di acidi formando il complesso ottaedrico [Co(H2O)6]2+ di colore rosa:
CoCO3  +  2HCl  +  5H2O   →  [Co(H2O)6]Cl2  +  CO2

## Tossicità / Indicazioni di sicurezza
Il carbonato di cobalto idrato è irritante per gli occhi, le vie respiratorie e la pelle. Risulta nocivo se ingerito, ed è un sospetto cancerogeno. È anche nocivo per l'ambiente acquatico, con effetti di lunga durata.